# Eutaeniichthys gilli
Eutaeniichthys gilli es una especie de peces de la familia de los Gobiidae en el orden de los Perciformes.

## Morfología
Los machos pueden llegar a alcanzar los 4 cm de longitud total.

## Hábitat
Es un pez de clima subtropical y demersal.

## Distribución geográfica
Se encuentra en el Japón, Corea y el Mar Amarillo.

## Observaciones
Es inofensivo para los humanos.